# ワルテル・ガイタン
ワルテル・ガイタン（Walter Nicolás Gaitán Sayavedra, 1977年3月13日 - ）は、アルゼンチン・ラ・リオハ出身の元サッカー選手。ポジションはミッドフィールダー。
左利きだが主に右サイドハーフでプレーする。得点感覚に優れているため、センターフォワードを任されることもあった。

## 経歴
CAロサリオ・セントラルでデビューし、1998年にスペインのビジャレアルCFに移籍する。2年間ビジャレアルでプレーした後、2001年にボカ・ジュニアーズに移籍した。ボカ在籍時には高原直泰とチームメイトだった。2001年にはコパ・リベルタドーレスを制し、ヨーロッパ代表のFCバイエルン・ミュンヘンとの対戦となったインターコンチネンタルカップのために来日したが、怪我のために出場できなかった。2002年にメキシコのUANLティグレスに移籍すると、2003-04シーズンは18得点、2004-05シーズンは19得点を挙げ、2005前期リーグの得点王に輝く。2006後期リーグでは最優秀選手になった。クラブの象徴であるヘロニモ・バルバディーニョが引退してからは、彼の背番号である7番を受け継いだ。彼はCFモンテレイと争われるクラシコ・レヒオモンタノでのティグレスの最多得点者であり、コパ・リベルタドーレスにおけるティグレスの最多得点者でもある。2007年途中から3ヶ月間、個人的理由によりティグレスの試合に欠場した。
2007年11月、同じメキシコリーグのクルブ・ネカクサがガイタンの加入。

## エピソード
- ガイタンは様々なニックネームを持っている。天性のボールタッチと試合を読む能力から、アルゼンチン国営テレビは彼を"El Divino" (神) と呼ぶ。メキシコの新聞やラジオ・テレビは"El Chueco" (湾曲した) と呼ぶ。これは彼の左腕と左足に由来する。また、"Mago" (魔術師) と呼ばれることもある。
- ティグレス在籍中の2005年から2006年頃、メキシコへの帰化手続きを行っていたが、後に中断した。

## タイトル

### クラブ
ボカ・ジュニアーズ
- コパ・リベルタドーレス : 2001
- インターコンチネンタルカップ : 2002

UANLティグレ
- インテルリーガ : 2005, 2006

### 個人
- プリメーラ・ディビシオン得点王 : 2005 (A)